# Ghazni
Ghazni, in passato conosciuta come Ghazna o Ghaznīn, è una città dell'Afghanistan, capoluogo dell'omonima provincia ed è stata capitale dell'impero dei Ghaznavidi.

## Storia
In riferimento al periodo pre-islamico resta solamente il santuario buddhistico di Tapa Sardar, portato alla luce da una spedizione archeologica italiana negli anni sessanta del Novecento. Dal punto di vista architettonico si distinguono due fasi ben distinte: nella prima prevalgono le costruzioni in schisto per ambienti aperti, mentre nella seconda prevalgono spazi chiusi costruiti con mattoni crudi. Per quanto riguarda le sculture del santuario, nel periodo antico prevale la terracotta e uno stile ellenistico, mentre in quello più recente il materiale più diffuso è l'argilla e lo stile viene indotto da influssi indiani. Tra le singole opere emerge per importanza l'immagine della dea Durgā posta di fronte a un Buddha ingioiellato. Oltre al santuario, del periodo pre-islamico restano una buona quantità di monumenti religiosi dedicati al Buddha, i cosiddetti stupa, tutti realizzati in argilla.
Già nel VII secolo la città venne occupata da truppe arabe provenienti dall'Iran, ma solamente nel 962 venne sottomessa per mano di Alp Tigin, al comando di un esercito samanida. La città visse il suo momento di più grande splendore dal 998 al 1030, quando divenne la capitale dell'impero fondato dalla dinastia dei Ghaznavidi, che si estendeva dalla Persia occidentale fino alla valle del Gange. In questo periodo la città ospitò importanti uomini di cultura e di scienze, come il poeta Firdusi e lo scienziato al-Biruni e venne impreziosita dalla costruzione di moschee, giardini e palazzi lussuosi.
La fortuna della città andò progressivamente declinando fino al saccheggio effettuato dai mongoli nel 1221.

## Attrazioni
Ghazni è conosciuta per i suoi minareti costruiti a pianta stellare. Sono del XII secolo, dovevano raggiungere un'altezza di circa sessanta metri, e costituiscono i resti della moschea di Bahramshah. Le pareti laterali sono decorate con disegni geometrici. Le parti superiori dei minareti sono state danneggiate o sono crollate.
Un'altra perla della città è il palazzo di Mas'ud risalente al 1099, costruito in fango e mattone crudo, secondo schemi architettonici iranici. Tra le sale più importanti vi sono quelle di preghiera e del trono, arricchite da decorazioni in mattone cotto con l'aggiunta di elementi in terracotta e di stucco, e pavimentazioni marmoree di influenza indiana.